# Upplands runinskrifter 230
Upplands runinskrifter 230 är en vikingatida ristad sten av ljusgrå granit i Gällsta, Vallentuna socken och Vallentuna kommun. Stenen är rent ornamental och har alltså inga ristade runor, endast ett kors.
Stenen är 0,9 meter hög, 0,4 meter bred och 0,3 meter tjock. U 230 hittades 1929 endast 3-4 meter från den plats där U 229 stod. Det är tänkbart att dessa två stenar tillsammans utgjort ett monument. Mot den teorin talar att ristningen på U 229 endast talar om en sten och att stenarna är väldigt olika i storlek. Stenen flyttades till sin nuvarande plats 1933.